# Jagrehnia minuta
Jagrehnia minuta är en kackerlacksart som först beskrevs av Robert Walter Campbell Shelford 1908.  Jagrehnia minuta ingår i släktet Jagrehnia och familjen jättekackerlackor.
Artens utbredningsområde är Kamerun. Inga underarter finns listade i Catalogue of Life.